# Hindafing
Hindafing ist eine bayerische Fernsehserie, die die „amigohafte bayerische Lokalpolitik“ in einem Ort „irgendwo zwischen Ingolstadt und der tschechischen Grenze“ persifliert. Die Erstausstrahlung der von Juli bis September 2016 unter dem Arbeitstitel Willkommen in Hindafing gedrehten ersten Staffel begann am 16. Mai 2017 im BR Fernsehen.
Ab Februar 2019 wurde die zweite Staffel gedreht, die ab 7. (Arte) bzw. 26. November 2019 (BR) ausgestrahlt wurde.

## Hintergrund
Das Konzept von Hindafing ist aus einer Serienausschreibung des Bayerischen Rundfunks in Zusammenarbeit mit der Hochschule für Fernsehen und Film München hervorgegangen. Die Bücher zur Serie entstanden in der Produktionsfirma Neuesuper. Dem skandinavischen Shared-Vision-Prinzip folgend, schrieb Niklas Hoffmann gemeinsam mit Produzent Rafael Parente und Regisseur Boris Kunz an den Folgen. Das Projekt wurde vom FilmFernsehFonds Bayern mit 650.000 € gefördert. Gedreht wurde an verschiedenen Orten in der Umgebung Münchens. Die Premiere fand am 3. Mai 2017 im Cadillac Kino im Arabellapark statt. Eine Woche vor der Erstausstrahlung im BR Fernsehen waren sämtliche Folgen vorab in der ARD Mediathek verfügbar.
Koproduzent der zweiten Staffel war neben dem Bayerischen Rundfunk auch Arte, wo die Folgen bereits vor der TV-Ausstrahlung in der Arte-Mediathek verfügbar waren.

## Handlung

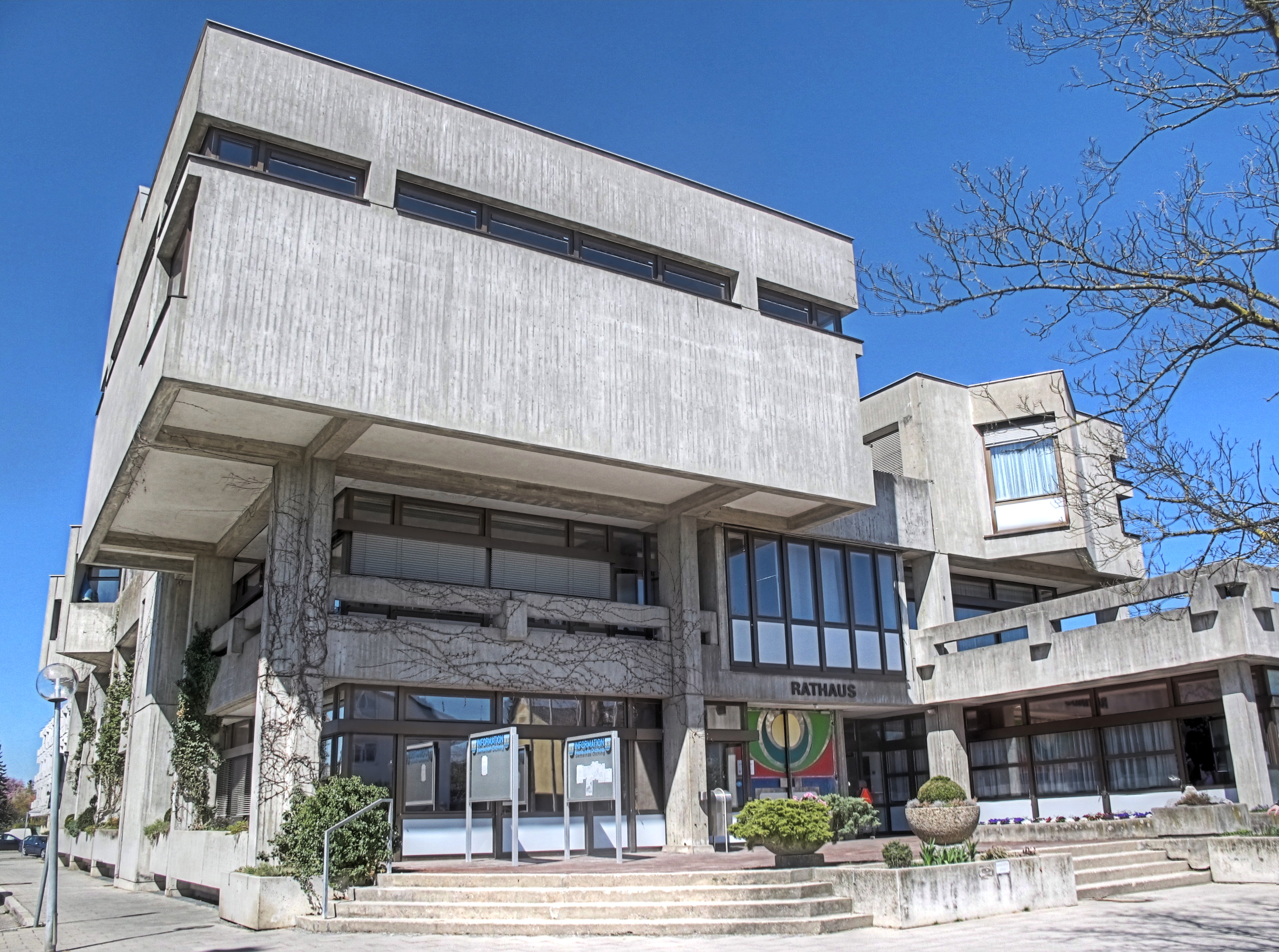
Die Szenen im und um das Hindafinger Rathaus sowie die Innenaufnahmen der Polizeiwache wurden in Olching gedreht.

Der privat hoch verschuldete Bürgermeister Alfons Zischl will seiner kleinen oberbayrischen, im fiktiven Landkreis Unterweihern gelegenen Gemeinde Hindafing, die inmitten veralteter Industrie kaum touristisch erschlossen ist, ein neues Image verschaffen. Der junge korrumpierbare Rathauschef hat den Plan, zusammen mit dem befreundeten Landwirt und Bio-Metzger Sepp Goldhammer vor Ort das moderne Bio-Shoppingcenter Donau Village mit Anschluss an die A 9 zu errichten. Jedoch macht ihnen die Landespolitik einen Strich durch die Rechnung, denn Hindafing soll 50 Flüchtlinge aufnehmen. Im Gegenzug soll der verschuldete Bürgermeister Zugriff auf Schwarzgeldkonten seines verstorbenen Vaters erhalten, zu denen der Landrat Zugang besitzt. Zudem spielen persönliche Probleme Zischls, wie beispielsweise sein Crystal-Meth-Konsum sowie polizeiliche Ermittlungen gegen ihn, eine immer größere Rolle. Aufgrund eigener Fehler und ungünstiger Verstrickungen beginnen sich in kurzer Abfolge immer mehr Probleme um Zischl aufzutürmen. Dadurch schwindet sein Ansehen im Dorf – und das kurz vor der Bürgermeisterwahl. Um dieser Probleme Herr zu werden, greift Zischl zu immer fragwürdigeren Mitteln, wodurch sich nur neue Zwangslagen ergeben. Eine Abwärtsspirale aus Erpressung, Paranoia und politischer Ohnmacht setzt sich fort.
Zu Beginn der zweiten Staffel sitzt Zischl mittlerweile tatsächlich als Abgeordneter im bayerischen Landtag. Gemeinsam mit seiner Frau Marie, die einen Sohn erwartet, bewohnt er eine kleine Dienstwohnung in München, die seinem Vorgänger gehörte, der aufgrund des Besitzes von Kinderpornografie inhaftiert ist. Doch als Vertreter seines Wahlkreises hält er sich weiterhin regelmäßig in Hindafing auf, wo er auch sein Büro und seine Sekretärin behalten hat. Im weiteren Verlauf zeigt sich, dass Zischl weiterhin weder privat noch beruflich imstande ist, Verantwortung zu übernehmen, sich ein hinterhältiger Plan an den anderen reiht und er das Pech magisch anzieht. So versucht der Politiker, eine vor dem Aus stehende mittelständische Firma zu retten, die sich als Rüstungsbetrieb entpuppt. Er schießt versehentlich auf die Ministerpräsidentin, hat ein Verhältnis mit seiner Kollegin Diana und muss aus der Not heraus behaupten, an Prostatakrebs erkrankt zu sein. Marie muss sich neben ihrem Mann nun auch mit ihrer seit ihrer Kindheit verschwundenen Mutter, die einen Koffer mit einer größeren Menge Geld mitbringt und sich der Esoterik verschrieben hat, herumschlagen. Die Goldhammers können zunächst die Rückkehr ihres verloren geglaubten Sohnes Moritz feiern, verlieren diesen dann jedoch an die Bundeswehr. Auch der ehemalige Hindafinger Pfarrer Johannes und der neue Bürgermeister Karli sind wieder Teil von Nebenhandlungssträngen.

## Rezeption
„Wenn eine Serie als das ‚bayerische Fargo‘ angekündigt wird, kann das eigentlich nur nach hinten losgehen. Tut es aber nicht. Schon nach dem Vorspann fragt man sich: Sieht so eine BR-Produktion aus? Nein, tut sie nicht. … eine rasant erzählte, schwarzhumorige Schelmengeschichte aus dem Hinterland der A9. … Großartig ist die Serie vor allem deshalb, weil sie Themen wie Flüchtlingsunterbringung, Gammelfleischskandale, Panama Papers, Demenz und Korruption federleicht und wie nebenbei unterzubringen versteht. … Für Süddeutsche ist Hindafing ein Muss, für alle anderen wünscht man sich vom BR höchstens noch Untertitel.“

„Klug, aber nicht verkopft, derb und politisch unkorrekt.“

„Das BR-Fernsehen traut sich etwas und bringt eine Heimatserie an den Start, die als bayerische Antwort auf ‚Breaking Bad‘ daherkommt. … Wer nun ein fulminantes Feuerwerk erwartet, das ein Klischee nach dem anderen in die Luft jagt und in satirischer Zuspitzung ein grelles Licht der Wahrheit auf die südwestdeutsche Provinz wirft, muss allerdings eine ganze Weile warten, bis ‚Hindafing‘ zündet. Und selbst dann erweisen sich viele Gags doch eher als Knallfrösche. So viel die Autoren Niklas Hoffmann und Boris Kunz auch in ihr Drehbuch gepackt haben, den Dialogen fehlt immer wieder das richtige Timing, und der Regisseur Boris Kunz lässt es ausgesprochen ruhig angehen. Im Tempo eines extrem gemächlichen Walking Blues schlendert er in das sich anbahnende Durcheinander hinein.“

„Der BR-Sechsteiler ‚Hindafing‘ ist … bereits die zweite deutsche Serie in diesem Frühjahr, die auf internationalem Niveau inszeniert ist. ‚Hindafing‘ kommt satirisch überhöht und lustvoll ausgeschmückt daher – und greift doch mit untrüglichem Gespür für die Realität die Verwerfungen auf, die fehlgeschlagene Provinzträumereien hinterlassen. Der stolze Freistaat wird hier zum failed state samt Crystal-Meth-Küchen und gewaltbereitem Bauernprekariat, der die sozialen Brennpunkte der Städte wie Idyllen wirken lässt. Bavaria Noir.“

„… ein schwarzhumoriger, politisch unkorrekter, zuweilen auch etwas unausgegorener Spaß, geschrieben und inszeniert von einem jungen Team. Frisch-freche Unterhaltung aus der bayerischen Provinz, der man aber auch die coolen amerikanischen Vorbilder ansieht. … Man merkt den Machern an vielen Stellen an, welche Serien sie beeinflusst und wohl auch inspiriert haben … Das ist teilweise angenehm verschachtelt erzählt. … So richtig rund und flüssig ist das alles noch nicht immer. Zu schwankend ist die Qualität der einzelnen Szenen, manches wirkt unausgegoren, anderes – wie beispielsweise die Szene auf dem Fußballplatz – gerät ein wenig hölzern. Doch der innovative Anteil überwiegt deutlich. Viele Sequenzen stecken voll sprudelnder Ideen, sind schrill, schräg und herrlich pointiert. Da stimmt das Timing. Was die Macher wollen, ist spür- und sichtbar, auch wenn manch Straffung der Serie gut getan hätte.“

„Fegefeuer vor Ingolstadt: ‚Hindafing‘ ist cool. ‚Hindafing‘ ist ‚Fargo‘ ohne Schnee. Eine deutsche Serie mit Weltklasseniveau, versteckt in Bayern 3, erzählt die Apokalypse eines bayerischen Dorfes.“

„Mit ‚Hindafing‘ hat der Bayrische Rundfunk einen Hit gelandet. … dass die Redaktion einen derart wilden Ritt durch die Gedanken und Handlungen von Wahnsinnigen, Halbdeppen und Arschlöchern passieren hat lassen, darf getrost als Wunder bezeichnet werden.“

## Virtual-Reality-App
Zur Serie gibt es eine Virtual-Reality-App, „quasi ein Krimi-Spin-off“, mit der die Zuschauer den Tod von Zischls Vater aufklären sollen.

## Besetzung
| Rolle                  | Schauspieler          | Anmerkungen (mit Handlungshinweisen) |
| ---------------------- | --------------------- | --- |
| Alfons Zischl          | Maximilian Brückner   | im Wahlkampf stehender korrumpierbarer Provinzbürgermeister von Hindafing, der zwar clever jedwede Situation für sich zu nutzen weiß, sich aber letztlich in seinen Intrigen immer weiter verheddert, später Landtagsabgeordneter |
| Sepp Goldhammer        | Andreas Giebel        | Landwirt und Bio-Metzger mit dem ehrgeizigen Plan, im Ort ein modernes Bio-Shoppingparadies zu errichten: das Donau Village, später Investor in der Rüstungsindustrie                                                             |
| Gabi Goldhammer        | Petra Berndt          | Ehefrau von Sepp, für die sich mit der Flüchtlingsunterkunft plötzlich ganz neue Aufgabengebiete auftun, später zunehmend matriarchalisch agierende Geschäftsfrau                                                                 |
| Marie Zischl           | Katrin Röver          | mit Alfons verheiratet und Gabi befreundet, malt leidenschaftlich gerne und will im Donau Village eine kleine Galerie eröffnen, später werdende Mutter                                                                            |
| Moritz Goldhammer      | Roland Schreglmann    | Metzgersohn, Mittelstürmer im Hindafinger Fußballverein und Mitglied der Hindafinger Feuerwehr, später Soldat in der Grundausbildung                                                                                              |
| Karli Spitz            | Heinz-Josef Braun     | Vereinsheim-Betreiber und Präsident des Kleintierzüchtervereins sowie Zischls größter Widersacher im Gemeinderat, später neuer Bürgermeister                                                                                      |
| Jackie Spitz           | Kathrin von Steinburg | von allen begehrte Tochter von Karli und alleinerziehende Mutter |
| Angie                  | Johanna Bittenbinder  | Sekretärin von Bürgermeister und späterem Landtagsabgeordneten Zischl |
| Pfaffinger             | Jockel Tschiersch     | Landrat, von Zischls Vater für dessen Schwarzgeld-Konten in Panama bevollmächtigt, der Zischl zur Aufnahme von 50 Flüchtlingen in Hindafing motivieren will                                                                       |
| Erol Yildirim          | Ercan Karacayli       | türkischstämmiger Dorfpolizist und alleinerziehender Vater zweier Kinder, später Sicherheitsmitarbeiter |
| Elke                   | Bettina Mittendorfer  | sanftmütige Kollegin von Erol |
| Pfarrer Krauss         | Michael Kranz         | ebenso enthusiastischer wie unerfahrener Dorfpfarrer, der sich in den jungen afrikanischen Flüchtling Amadou verliebt, später Enthüllungsjournalist                                                                               |
| Amadou                 | Joél Sansi            | afrikanischer Flüchtling und Künstler |
| Schrüll                | Christian Lex         | aufstrebender Jungpolitiker, Adlatus vom Pfaffinger |
| Diana Knaacke-Waibling | Anne Schäfer          | Politikerin, Kontrahentin, Affäre von Zischl |
| Heidi Knopke           | Gitta Schweighöfer    | Mutter von Marie, Esoterikerin, Bankräuberin |
| Pater Benedikt         | Christian Heiner Wolf | |

## Episodenliste

### Staffel 1
| Nr. (ges.) | Nr. (St.) | Originaltitel    | Erstausstrahlung | Regie      | Drehbuch                                    | Marktanteil               |
| ---------- | --------- | ---------------- | ---------------- | ---------- | ------------------------------------------- | ------------------------- |
| 1          | 1         | Donau Village    | 16. Mai 2017     | Boris Kunz | Niklas Hoffmann, Boris Kunz, Rafael Parente | 1,8 % (500.000 Zuschauer) |
| 2          | 2         | Schwarze Kassen  | 16. Mai 2017     | Boris Kunz | Niklas Hoffmann, Boris Kunz, Rafael Parente | 2,0 % (570.000 Zuschauer) |
| 3          | 3         | Stille Teilhaber | 23. Mai 2017     | Boris Kunz | Niklas Hoffmann, Boris Kunz, Rafael Parente | 1,0 % (290.000 Zuschauer) |
| 4          | 4         | Drogenpolitik    | 23. Mai 2017     | Boris Kunz | Niklas Hoffmann, Boris Kunz, Rafael Parente | 0,9 % (280.000 Zuschauer) |
| 5          | 5         | Wahlkämpfe       | 30. Mai 2017     | Boris Kunz | Niklas Hoffmann, Boris Kunz, Rafael Parente | 0,6 % (255.000 Zuschauer) |
| 6          | 6         | Energiewende     | 30. Mai 2017     | Boris Kunz | Niklas Hoffmann, Boris Kunz, Rafael Parente | 0,6 % (180.000 Zuschauer) |

### Staffel 2
| Nr. (ges.) | Nr. (St.) | Originaltitel          | Erstausstrahlung | Regie      | Drehbuch                                    | Marktanteil               |
| ---------- | --------- | ---------------------- | ---------------- | ---------- | ------------------------------------------- | ------------------------- |
| 7          | 1         | Hidden Champion        | 7. Nov. 2019     | Boris Kunz | Niklas Hoffmann, Boris Kunz, Rafael Parente | 0,7 % (210.000 Zuschauer) |
| 8          | 2         | Der Mann der Stunde    | 7. Nov. 2019     | Boris Kunz | Niklas Hoffmann, Boris Kunz, Rafael Parente | 0,5 % (160.000 Zuschauer) |
| 9          | 3         | Taktisches Versagen    | 7. Nov. 2019     | Boris Kunz | Niklas Hoffmann, Boris Kunz, Rafael Parente | 0,6 % (160.000 Zuschauer) |
| 10         | 4         | Von ganz oben          | 14. Nov. 2019    | Boris Kunz | Niklas Hoffmann, Boris Kunz, Rafael Parente |                           |
| 11         | 5         | Exportweltmeister      | 14. Nov. 2019    | Boris Kunz | Niklas Hoffmann, Boris Kunz, Rafael Parente |                           |
| 12         | 6         | Inneres und Sicherheit | 14. Nov. 2019    | Boris Kunz | Niklas Hoffmann, Boris Kunz, Rafael Parente |                           |

## Trivia
Alfons Zischl wohnt im Abeheweg 21, 61671 Hindafing. (S1E6)
Zischls Cabrio trägt das amtliche Kennzeichen UW–AZ 1987, der Kombi seiner Frau Marie UW–QL 803, das Cabrio von Gabi Goldhammer UN–GG 714.

## Auszeichnungen
- Romyverleihung 2018 – Auszeichnung in der Kategorie Beste TV-Serie[17]
- In den Kategorien „Kostümbild“, „Produktion“ und „Redaktion/Producing“ wurde Hindafing für den Fernsehpreis 2017 der DafF nominiert.[18]
- In der Kategorie „Beste Drama-Serie“ war die Serie für den Deutschen Fernsehpreis 2018 nominiert, ebenfalls nominiert war Hauptdarsteller Maximilian Brückner für seine Rolle in Hindafing.[19]
- In der Kategorie „Fiktion“ wurde Hindafing für den Grimme-Preis 2018 nominiert.[20]
- Bayerischer Fernsehpreis 2018 für den Hauptdarsteller Maximilian Brückner in der Kategorie Fernsehfilm / Serien und Reihen, die Produktionsfirma Neuesuper wurde mit dem Nachwuchspreis ausgezeichnet.[21]
- In der Kategorie „Beste Comedy-Serie“ war die Serie für den Deutschen Fernsehpreis 2020 nominiert.